# Lorentzkraft

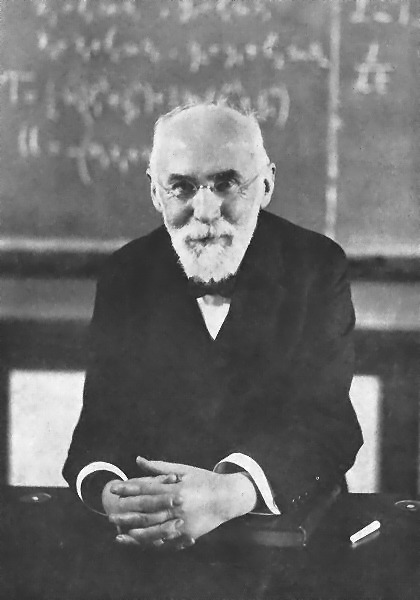
Kraften är uppkallad efter Hendrik Antoon Lorentz

Lorentzkraften är den kraft som verkar på en elektrisk laddning i ett elektromagnetiskt fält. Vanligtvis åsyftas endast den magnetiska termen
{\displaystyle \mathbf {F} =q\ \mathbf {v} \times \mathbf {B} },
där × är kryssprodukten, q är laddningens storlek, v laddningens hastighet och B är magnetfältet. När hastigheten är vinkelrät mot de magnetiska fältlinjerna är kraftens storlek F = q v B, med en riktning vinkelrät mot både laddningens hastighet och det magnetiska fältet. Laddningen rör sig då i en cirkel, en så kallad cyklotronbana, där lorentzkraften utgör centripetalkraften. Cirkelrörelsens frekvens, alltså antalet varv per sekund, ges av gyrofrekvensen och cirkelbanans radie är gyroradien. Kraften utnyttjas till exempel för tv-apparater med katodstrålerör för att avlänka strålarna av elektroner.
Kraften är uppkallad efter Hendrik Lorentz eftersom det kompletta uttrycket är invariant under en lorentztransformation (lorentzinvariant).
Den första härledningen av lorentzkraften tillskrivs vanligen Oliver Heaviside 1889, även om andra historiker föreslår ett tidigare ursprung i en publicering av James Clerk Maxwell från 1865.

## Partikelladdning

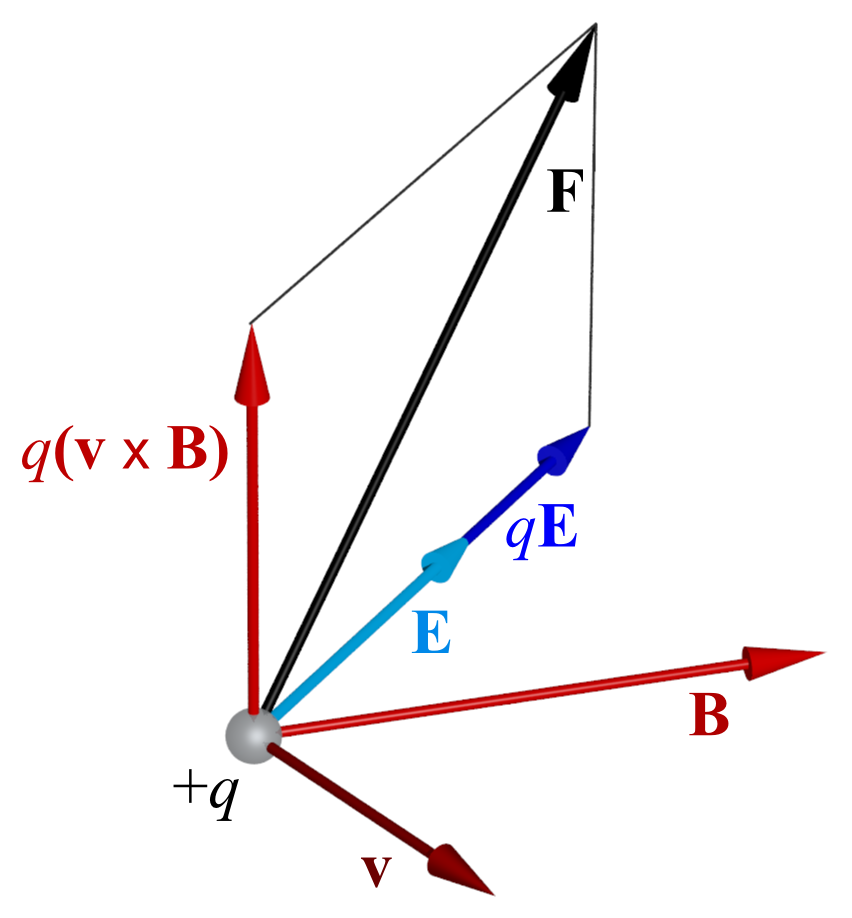
Lorentzkraften F på en partikel, med den elektriska laddningen q, i rörelse med den momentana hastigheten v. Det elektriska fältet E och det magnetiska fältet B varierar i tid och rum

Kraften F verkar på en partikel med laddningen q med den momentana hastigheten v, beroende på ett externt elektriskt fält E och ett magnetiskt fält B, ges av
{\displaystyle \mathbf {F} =q(\mathbf {E} \ +\ \mathbf {v} \times \mathbf {B} )}
eller, i mer explicit form:
{\displaystyle \mathbf {F} (\mathbf {r} ,\ \mathbf {\dot {r}} ,\ t,\ q)\ =\ q[\mathbf {E} (\mathbf {r} ,\ t)\ +\ \mathbf {\dot {r}} \times \mathbf {B} (\mathbf {r} ,\ t)]}
där r är den laddade partikelns ortsvektor, t är tiden och punktnotationen betecknar en tidsderivata.
Termen qE är den elektriska kraften medan termen qv × B är den magnetiska.
En positivt laddad partikel accellereras i samma riktning som E-fältet, men böjer av vinkelrätt till både hastighetsvektorn v och B-fältet i enlighet med högerhandsregeln.
Den magnetiska kraftkomponenten av lorentzkraften manifesterar sig som kraften som verkar på en strömförande ledning. I det sammanhanget kallas den också laplacekraften.

## Kontinuerlig laddningsfördelning

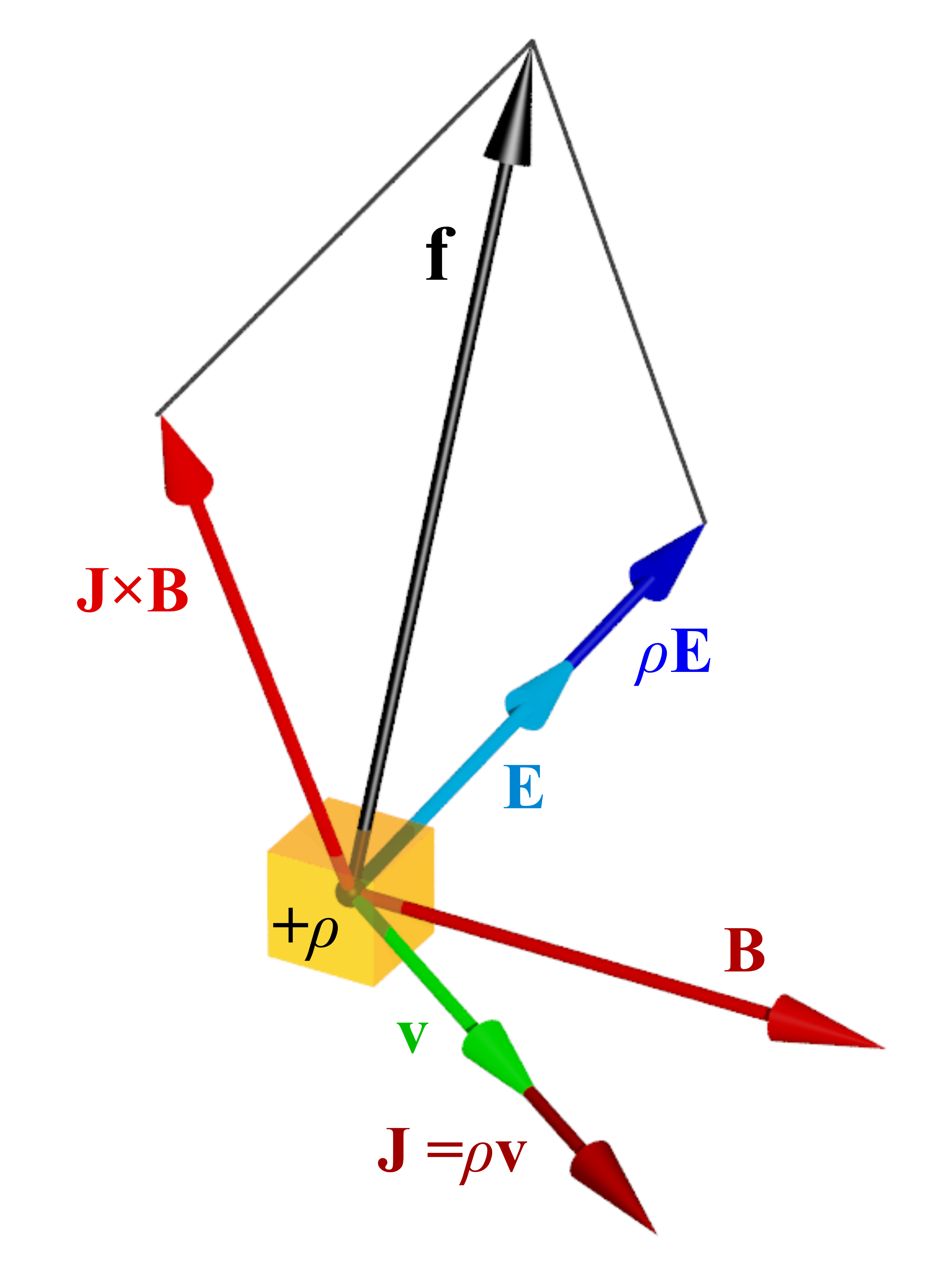
Lorentzkraften f per volymenhet på en kontinuerlig laddningsfördelning med laddningstätheten ρ under rörelse. Laddningstätheten J svarar mot rörelsen hos ett laddningselement dq i volymelementet dV och varierar över den kontinuerliga laddningen

För en kontinuerlig laddningsfördelning i rörelse blir lorentzekvationen
{\displaystyle \mathrm {d} \mathbf {F} =\mathrm {d} q\left(\mathbf {E} +\mathbf {v} \times \mathbf {B} \right)}
där dF är kraften på en liten del av laddningsfördelningen med laddninigen dq. Om båda sidorna av ekvationen divideras med volymen av denna lilla del av laddningsfördelningen dV, fås:
{\displaystyle \mathbf {f} =\rho \left(\mathbf {E} \ +\mathbf {v} \ \times \ \mathbf {B} \right)}
där f är krafttätheten (kraft per volymenhet) och ρ är laddningstätheten (laddning per volymenhet). Laddningstätheten som svarar mot rörelsen hos den kontinuerliga laddningen är
{\displaystyle \mathbf {J} =\rho \mathbf {v} \,\!}
så den kontinuerliga analogin till lorentzekvationen är
{\displaystyle \mathbf {f} =\rho \mathbf {E} +\mathbf {J} \times \mathbf {B} \,\!}
Den totala kraften är volymintegralen över laddningsfördelningen: 
{\displaystyle \mathbf {F} =\iiint \!(\rho \mathbf {E} +\mathbf {J} \times \mathbf {B} )\,\mathrm {d} V.\,\!}
Genom att använda Maxwells ekvationer för att eliminera ρ och J och  manipulera ekvationen genom att tillämpa vektorkalkyl, kan denna form av ekvationen användas för att härleda Maxwells stresstensor σ. I sin tur kan detta kombineras med poyntingvektorn S för att erhålla den elektromagnetiska stressenergitensorn T, som används i allmänna relativitetsteorin.
I termer av σ and S, kan lorentzkraften (per enhetsvolym) skrivas 
{\displaystyle \mathbf {f} =\nabla \cdot {\boldsymbol {\sigma }}-{\dfrac {1}{c^{2}}}{\dfrac {\partial \mathbf {S} }{\partial t}}\,\!}
där c är ljusets hastighet och ∇ betecknar tensorfältets  divergens. Snarare än laddningsmängd och dess hastighet i elektriska och magnetiska fält, relaterar denna ekvation fältens energiflöden (flöde av energi per tidsenhet per längdenhet) till de krafter som utövas på en laddningsfördelning.